# Гази Хусрев-паша
Гази Хусрев-паша је био пореклом из босанског санџака. Године 1625. унапређен је у везира. 

## Биографија
Именован је за Великог везира 1628. године. Најпре је успешно опсео Ерзурум, а касније је кренуо у опсаду Багдада. Како је кампања прошла делимично успешно, решио је да кампању одложи. Касније је разрешен дужности 1631. године. 
Када су побуњеници убили Хафиз Ахмед-пашу, султан Мурат је окривио Хусрев-пашу за нереде. Послао је тајно неког од паша да га задави док је боравио у Токату.